# 結匈國

圖出自《古今圖書集成·方輿彙編·邊裔典·第一百七卷》

結匈國，又稱作結胸國、結胸人、結匈人，是《淮南子》所記海外三十六國之一，位於南山的西北方，其民稱作結胸民，其人的前胸都突起一大塊，像是男人的喉結。除此，在《山海經·海外南經》中有所記載。

## 記載
結匈國位在滅蒙鳥西南。在《鏡花緣》一書中曾出現過。